# Ali Yazdani
Ali Yazdani (* um 1966) ist ein US-amerikanischer Physiker, der sich mit experimenteller Festkörperphysik befasst.
Yazdani studierte an der University of California, Berkeley Physik mit dem Bachelor-Abschluss 1989 und an der Stanford University mit dem Master-Abschluss 1991 und der Promotion in angewandter Physik 1995 bei Aharon Kapitulnik. Als Post-Doktorand war er 1994 bis 1997 am IBM Almaden Research Center bei Donald M. Eigler. 1997 wurde er Assistant Professor, 2003 Associate Professor und 2004 Professor an der University of Illinois at Urbana-Champaign und 2005 Professor an der Princeton University. Seit 2015 ist er Class of 1909 Professor in Princeton und Direktor des dortigen Center for Complex Materials.
2003/04 war er Gastprofessor in Stanford. 2016 war er Joliot-Gastprofessor an der École Supérieure de Physique et de Chimie Industrielles  de  la  ville de Paris.
Er befasste sich unter anderem mit zweidimensionalen Elektronensystemen in Festkörpern (Kosterlitz-Thouless-Übergänge, Übergang Supraleiter-Isolator) und eindimensionalen Systemen (wie elektrischer Widerstand in atomaren Drähten und Atomen mit Donald Eigler), (magnetischen) Verunreinigungen (Störstellen) in Supraleitern, Schwere Fermionen, Hochtemperatursupraleitern und topologischen Oberflächenzuständen und topologischen Isolatoren. Unter anderem gelang ihm die experimentelle Beobachtung von Majorana-Fermionen in Ketten ferromagnetischer Atome auf Supraleitern. Er entwickelte mit seiner Gruppe zur Untersuchung dieser Fragen spezielle hochauflösende Rastertunnelmikroskope.
2016 war er Loeb Lecturer, 2014 erhielt er einen Humboldt-Forschungspreis und 2000 bis 2002 war er Sloan Fellow. 2015 war er Einstein Lecturer am Weizmann-Institut, 2011 Pagels Lecturer am Aspen Center und Kavli Lecturer in Delft. Er ist Fellow der American Association for the Advancement of Science, der American Physical Society (2009), der American Academy of Arts and Sciences (2015) und Mitglied der National Academy of Sciences (2019). Für 2023 wurde Yazdani der Oliver E. Buckley Condensed Matter Prize zugesprochen, für 2025 der Fritz London Memorial Prize.